# James Souttar
James Souttar, född 11 februari 1840 i London, död 22 april 1922 i Aberdeen, var en brittisk arkitekt och tecknare.
James Souttar var son till William Souttar från Aberdeen. Han var verksam i Göteborg 1863 och i Stockholm 1863–1866. Till hans verk räknas bland andra Engelska kyrkan i Stockholm 1865–1866 samt föregångaren till villa Täcka udden som han ritade 1866 för grosshandlaren Th. Johns.
Han medverkade i Konstakademiens utställning 1866 med teckningar från kyrkan samt en ritning för en villa i Djursholm. Som illustratör medverkade han i Illustrerad Tidning med arkitekturteckningar.
Han ritade också St. Nicholas Congregational Church i Aberdeen (eventuellt från 1865, eventuellt från 1869).
Souttar var även den förste ordföranden för The Aberdeen Society of Architects 1898.

## Bildgalleri

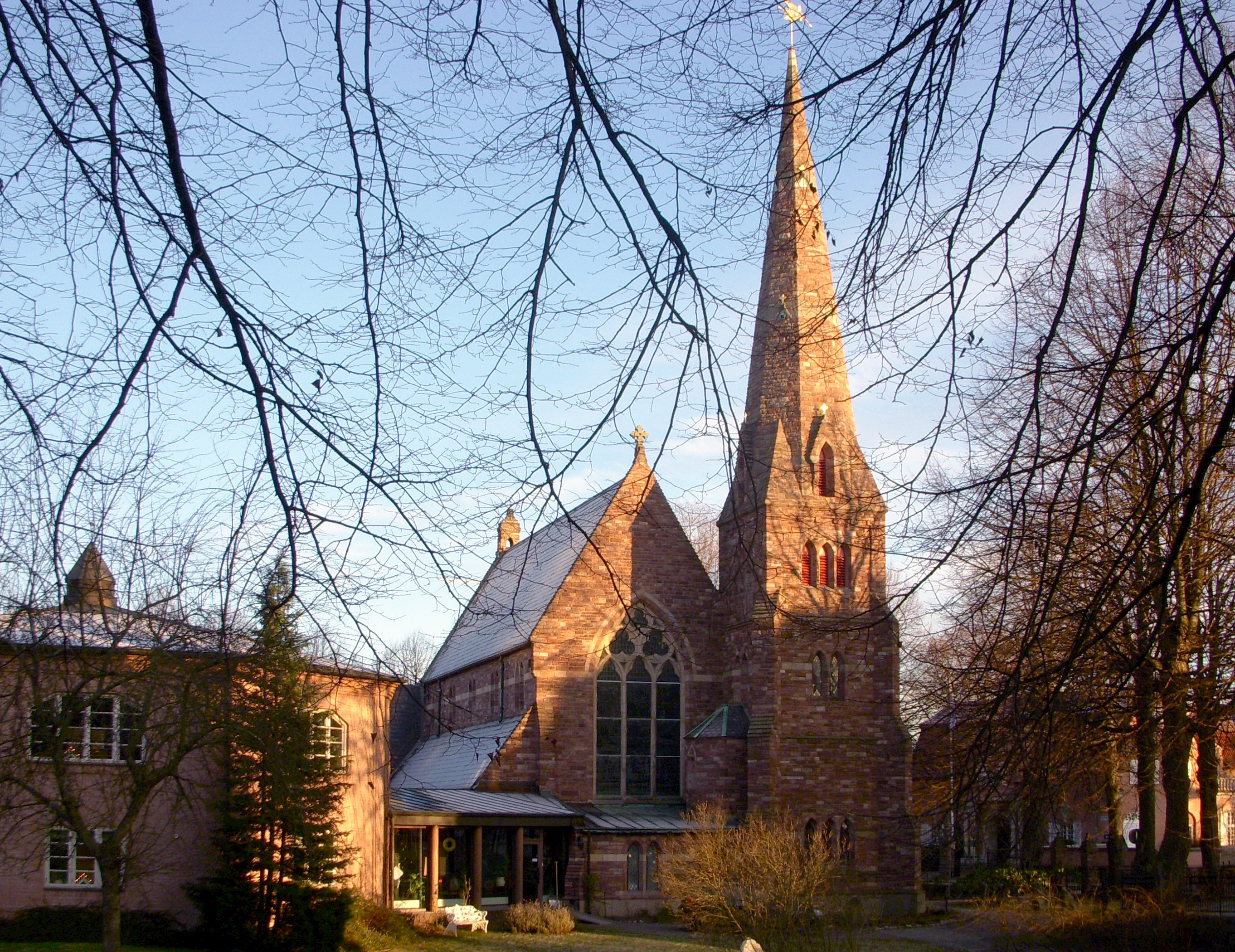
Engelska kyrkan i Stockholm, 1865-66.
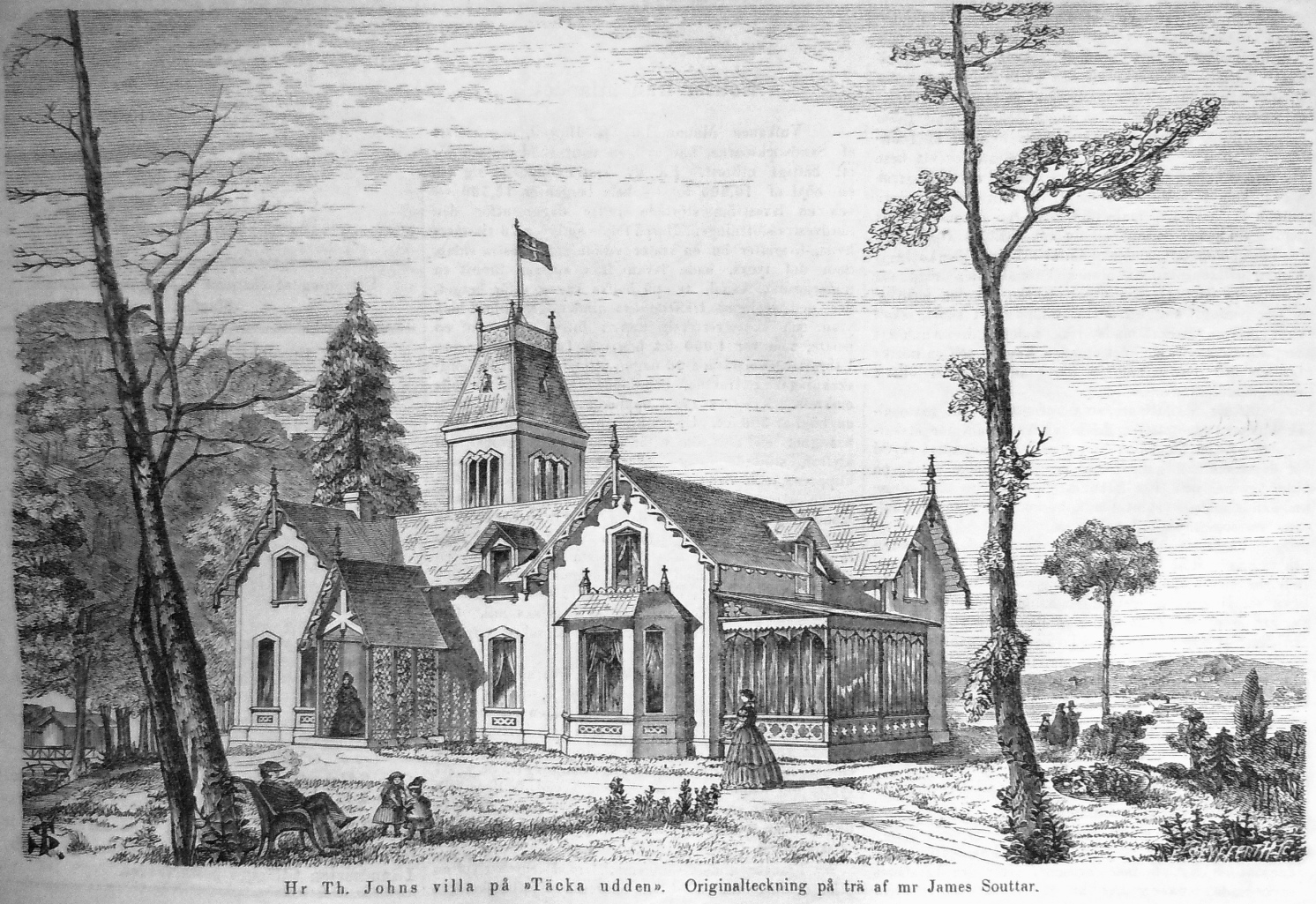
Th. Johns villa Täcka udden från 1866.